# Payday: The Heist
Payday: The Heist ist ein Mehrspieler-Ego-Shooter von Overkill Software für PlayStation 3 und Windows aus dem Jahr 2011. Ziel des Spiels ist die Planung und Durchführung von Überfällen (engl. heists).

## Spielprinzip

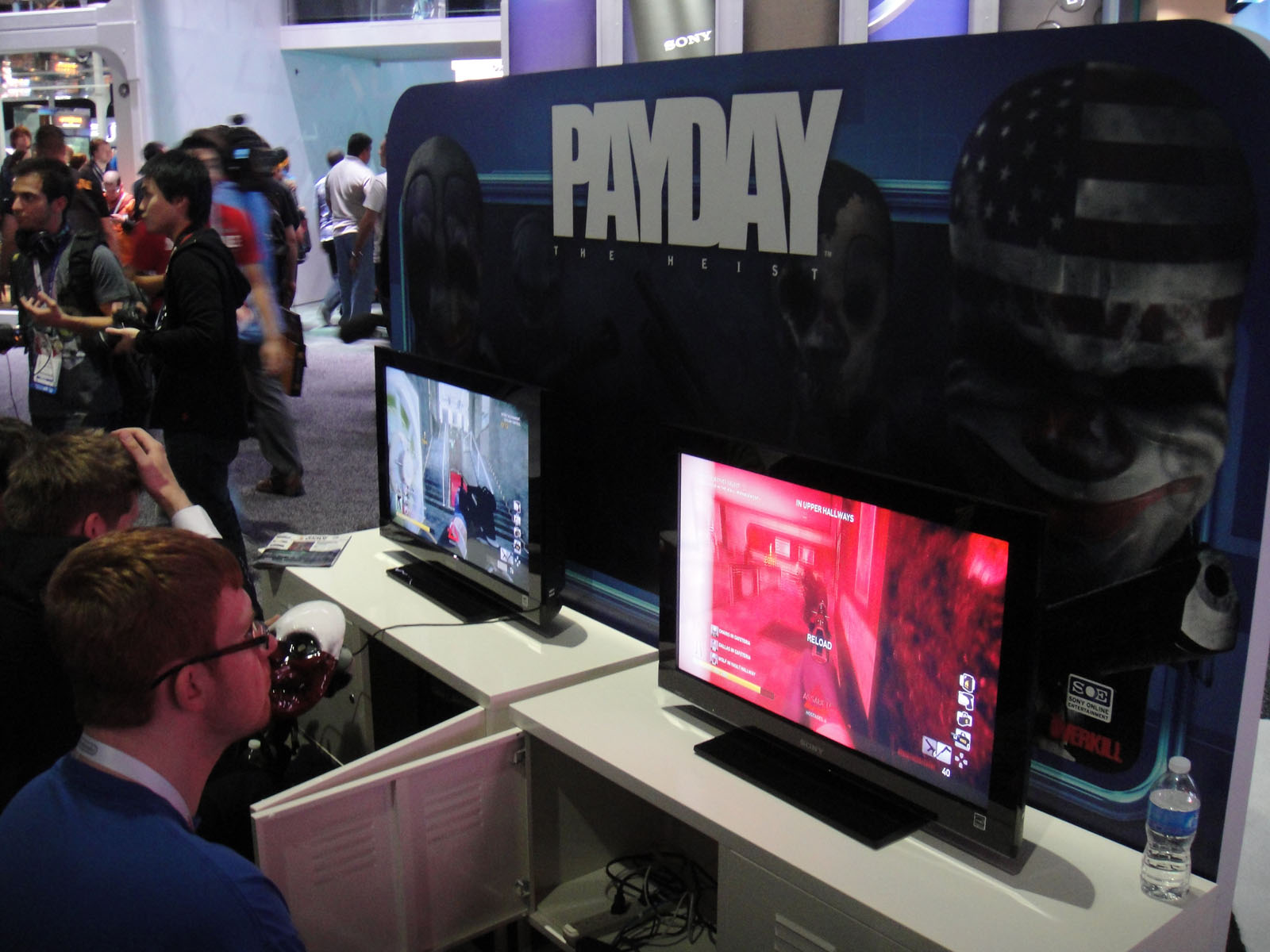
Spieler an einer Vorführversion von Payday: The Heist (2011)

Payday besteht aus mehreren Missionen, heists (engl. für Raubüberfälle) genannt, die jedoch nicht durch eine Handlung verbunden sind. Aufgabe ist die erfolgreiche Durchführung eines Überfalls, wobei das Spielerteam versuchen muss, den Ordnungshütern zu entkommen. Der Spieler hat die Wahl zwischen drei verschiedenen Spezialisierungen seines Charakters, für die er drei unterschiedliche Waffen freispielen kann:
- Assault hat die Mark 11, Crosskill .45 und Brenner 21,
- Scharfschütze hat die M308 und die Locomotive 12G
- Support hat die Bronco .44, Reinbeck Shotgun und Compact-5 und
- Techniker hat die AK, GL40 Grenade Launcher und die STRYK

Ein Spieler gilt als gefangen genommen, wenn er im Gefecht zu viel Schaden genommen und nicht von seinen Begleitern wiederbelebt wurde. Neben den Ordnungshütern kommen auch Zivilisten als Spielfiguren vor. Das Töten dieser Zivilisten wird im Spiel bestraft, sie können jedoch als Geiseln genommen werden. Sollte ein Mitspieler in Gefangenschaft geraten, kann er durch einen Geiselaustausch wieder ins Spiel gebracht werden.
In der normalen PC-Version sind sechs Missionen enthalten (First World Bank, Heat Street, Panic Room, Green Bridge, Diamond Heist, Slaughterhouse), drei weitere (No Mercy Hospital, Counterfeit, Undercover) wurden am 25. Juli und 7. August 2012 als DLC veröffentlicht. In den Missionen Diamond Heist und No Mercy Hospital ist es möglich, unentdeckt zu bleiben. Ab einer gewissen Zeit geht jedoch auch in diesen Missionen der Alarm los.

## Erweiterung
Neben der neuen Karte No Mercy Hospital am 25. Juli 2012 wurde in Europa am 7. August 2012 der Wolf Pack DLC veröffentlicht. Dieses Paket beinhaltet einen neuen Talentbaum (Techniker) mit drei neuen Waffen (AK 47, Stryk-Pistole, GL40-Granatwerfer) und zwei neue Heists (Undercover und Counterfeit).

## Rezeption
Payday erhielt zumeist positive Wertungen (Metacritic: 76 von 100 (Win)/70 (PS3)).

„Payday is the most exciting parts of your favorite movies cobbled together, swapping the brains for extra bullets.“

„Payday ist die Aneinanderreihung der aufregendsten Ausschnitte eurer Lieblingsfilme, wobei es Tiefgründigkeit durch ein paar Extra-Kugeln ersetzt.“

Das Spiel wurde 700.000 Mal verkauft. Im April 2012 übernahm der schwedische Entwickler Starbreeze Studios Overkill, im August 2013 erschien in Zusammenarbeit mit Starbreeze schließlich der Nachfolger Payday 2.